# Georg Theodor Schirrmacher
Georg Theodor Schirrmacher (* 1833 in Danzig; † 6. November 1864 in Berlin) war ein deutscher Architekt.
Schirrmacher absolvierte 1853 die Feldmesser-Prüfung in Danzig und studierte ab 1854 oder 1855 an der Berliner Bauakademie, 1855 wurde er Mitglied im Architekten-Verein zu Berlin. Er schloss das Studium mit der „Bauführer-Prüfung“ (1. Staatsexamen) ab und bestand 1862 auch die „Baumeister-Prüfung“ (2. Staatsexamen). Nachdem er zwischenzeitlich eine Italienreise unternommen hatte, erhielt er 1864 eine Anstellung bei den Königlichen Museen in Berlin. Da er bereits jung starb, ist ihm nur ein einziges Bauwerk zuzuordnen: Sein gemeinsam mit Hermann von Hude 1863 eingereichter Wettbewerbs-Entwurf für die Hamburger Kunsthalle wurde bis 1866 ausgeführt. 
Schirrmacher wirkte auch als Maler, 19 seiner Aquarelle mit griechischen Motiven wurden in die Sammlung der Nationalgalerie aufgenommen.